# Osvaldo Heriberto Hurtado
Osvaldo Heriberto Hurtado Galeguillo (Arica, 2 novembre 1957) è un allenatore di calcio ed ex calciatore cileno, di ruolo attaccante.

## Carriera

### Giocatore
Nella sua carriera ha giocato nel Universidad Católica, nel Cádiz, nel Royale Charleroi.
Con la Nazionale cilena ha disputato la Copa América 1989. In totale ha collezionato 33 presenze con 6 gol messi a segno.

### Allenatore
Dal 2008 allena il Club Deportivo Magallanes.